# Queen’s Own Hussars
Die Queen’s Own Hussars waren ein Kavallerieregiment der britischen Armee, das von 1958 bis 1993 bestand.

## Geschichte
Das Regiment wurde am 3. November 1958 in Tidworth, Wiltshire, gegründet, durch Verschmelzung der 3rd The King’s Own Hussars mit den 7th Queen’s Own Hussars.
Es gehörte zum Royal Armoured Corps und war ursprünglich mit Chieftain-Kampfpanzern, später mit Centurion-Kampfpanzern ausgerüstet. 1967 wurde es in ein Panzeraufklärungsregiment umgewandelt und auf Saladin- und Ferret-Spähpanzern umgerüstet. 1989 wurde es als siebtes und letztes Regiment auf den Kampfpanzer Challenger 1 umgerüstet.
Das Regiment war ab 1960 in Westdeutschland stationiert. Als es 1965 nach Catterick, England, zurückverlegt wurde, verblieb eine Schwadron des Regiments in Westberlin. 1967 begann eine geteilte Stationierung, wobei ein Teil des Regiments nach Aden und ein Teil nach Singapur und Zypern ging. 1973 wurden die Truppenteile in Westdeutschland wiedervereinigt und das Regiment verblieb dort für den Rest ihres Bestehens als Teil der Britischen Rheinarmee. Die Einsatzzeit in Deutschland wurde lediglich durch drei viermonatige Einsätze in Nordirland in den Jahren 1973, 1977 und 1979 sowie einen zweijährigen Trainingseinsatz in Catterick, England, ab 1983 unterbrochen.
Am 2. September 1993 wurde das Regiment mit den Queen’s Royal Irish Hussars zum Regiment der Queen’s Royal Hussars (The Queen's Own and Royal Irish) verschmolzen. Die Queen’s Royal Hussars führen die Tradition beider Regimenter bis heute weiter.

## Colonels
Colonel-in-Chief des Regiments war:
- 1958–1993: Queen Elizabeth The Queen Mother

Colonel of the Regiment waren:
- 1958–1962: Major-General Ralph Younger[1]
- 1962–1965: Colonel Sir Douglas Scott, 2. Baronet[2]
- 1965–1969: Brigadier David Hugh Davies[3]
- 1969–1975: Lieutenant-General Sir Patrick Howard-Dobson[4]
- 1975–1981: Colonel Marcus Fox[5]
- 1981–1987: Lieutenant-General Sir Robin Carnegie[6]
- 1987–1993: Brigadier James Rucker[7]